# Перси, Генри, 2-й граф Нортумберленд
Генри Перси (англ. Henry Percy; 3 февраля 1394 — 22 мая 1455) — английский аристократ, 2-й граф Нортумберленд с 1416 года, сын сэра Генри Хотспура Перси и Элизабет Мортимер. Погиб в первой битве при Сент-Олбансе — первом сражении войны Алой и Белой розы.

## Происхождение
Генри Перси был сыном другого Генри Перси, известного как «Горячая Шпора», и Элизабет Мортимер. Элизабет была дочерью Эдмунда Мортимера, 3-го графа Марч, и Филиппы, внучки Эдуарда III. Отец «Горячей Шпоры», которого также звали Генри Перси, в 1377 году учредил титул графа Нортумберленд. И «Горячая Шпора», и его отец с самого начала были преданными сторонниками Генри Болингброка, в 1399 году узурпировавшего трон Англии и ставшего королём Генрихом IV. На первых порах они были щедро вознаграждены за свою службу, но вскоре разочаровались в новом режиме. «Горячая Шпора» поднял восстание и был убит в битве при Шрусбери 21 июля 1403 года.
Граф Генри не принимал непосредственного участия в битве, но почти не приходится сомневаться, что он участвовал в восстании. После короткого заключения он был прощён, и в июне 1404 года в Донкастере представил королю своего внука. Тем не менее уже в мае 1405 года граф был вовлечён в ещё одно восстание. Его планы провалились, и он был вынужден отплыть в Шотландию, забрав с собой внука. Следующие годы ознаменовались для графа постоянными переездами и дальнейшими интригами, в то время как молодой Генри попал под опеку герцога Олбани. 19 февраля 1408 года 1-й граф Нортумберленд был убит в битве при Бремхем Мур, оставив молодого Генри Перси наследником графского титула. Генри оставался в Шотландии до вступления на престол Генриха V в 1413 году. Тогда он заявил о своих правах на титул деда. В его деле ему помогла тётка короля Джоан Бофорт, графиня Уэстморленд, устроившая его женитьбу на своей дочери Элеоноре. Генриху V было выгодно помириться с Перси, учитывая их обширные владения на севере Англии, и в 1416 году Генри Перси стал графом Нортумберленд.

## Служба королю
В последующие годы граф Нортумберленд периодически участвовал в войнах Генриха V во Франции. Он сопровождал короля в его военной экспедиции на континент в 1416 году, а в следующем году послал туда небольшой контингент солдат. Однако его главной задачей была защита шотландских рубежей. Летом 1417 года он отбил атаку на замок Бервик, возглавляемую герцогом Олбани и графом Дугласом, и шотландцы отступили за границу. Он также был распорядителем на коронации королевы Генриха V Екатерины 24 февраля 1421 года.

## Женитьба и дети
Жена: с 1414 (Берик) леди Элеонора Невилл (ок. 1407—1472), дочь Ральфа де Невилла, 1-го графа Уэстморленда, и его второй жены Джоан Бофорт, вдова Ричарда ле Диспенсера, 4-го барона Бергерша. Её братом был Ричард Невилл, 5-й граф Солсбери, а сестрой — Сесилия Невилл, мать королей Англии Эдуарда IV и Ричарда III.
У них родилось десять детей:
- Джон Перси (8 июля 1418 — ?)
- Генри Перси (25 июля 1421 — 29 марта 1461, битва при Таутоне), 3-й граф Нортумберленд.
- Томас Перси (29 ноября 1422 — 10 июля 1460, битва при Нортгемптоне), 1-й барон Эгремонт.
- Кэтрин Перси (18 мая 1423—1499); муж: Эдмунд Грей (26 октября 1416 — 22 мая 1490), 4-й барон Грей из Ратина, 1-й граф Кент
- Джордж Перси (24 июля 1424 — 14 ноября 1474)
- сэр Ральф Перси (1425 — 25 апреля 1464, битва при Хегли-Мур).
- сэр Ричард Перси (1426/1427 — 29 марта 1461, битва при Таутоне)
- Уильям Перси (7 апреля 1428 — 26 апреля 1462), епископ Карлайла
- Энн Перси (1436—1522)
- Джоан Перси